# Liste der Bürgermeister von Ueckermünde

Ueckermünder Stadtwappen

Die noch unvollständige Liste der Bürgermeister der Stadt Ueckermünde führt die bekannten Bürgermeister der Stadt Ueckermünde im Landkreis Vorpommern-Greifswald in Mecklenburg-Vorpommern, ihre Amtszeiten und weitere Informationen.
| Name                        | Amtszeit                               | Partei        | Bemerkung/en | Bild |
| --------------------------- | -------------------------------------- | ------------- | --- | ---- |
| Jürgen Kliewe               | Seit 9. Juli 2019                      | parteilos     | Kliewe (* 28. April 1962 in Ueckermünde) studierte von 1983 bis 1989 an der Hochschule für Ökonomie „Bruno Leuschner“ in Berlin-Karlshorst. In seiner Freizeit fotografiert Kliewe gerne und baut Schiffsmodelle. Vor seiner Wahl zum Bürgermeister leitete Kliewe bereits das Ordnungsamt und Bauamt der Stadt. |      |
| Gerd Walther                | 1. März 2013 bis 31. Oktober 2018      | Die Linke     | Walther (* 3. April 1970 in Pasewalk) erhielt bei der Bürgermeisterwahl am 7. Oktober 2012 im Hauptwahlgang 43,2 % der Stimmen, konnte sich in der Stichwahl am 21. Oktober 2012 mit 56,4 % durchsetzen und war seit dem 1. März 2013 Bürgermeister. In Walthers Amtszeit fiel die Unterzeichnung des Städtepartnerschaftsvertrages zwischen Ueckermünde und dem polnischen Pyrzyce (Pyritz) am 21. November 2017. Nach Drogenberichten wurde Walther am 15. März 2018 als Bürgermeister von der Stadtvertretersitzung suspendiert. |      |
| Heidi Michaelis             | 23. März 2003 bis 28. Februar 2013     | PDS Die Linke | Michaelis (* in Ueckermünde) arbeitete als studierte Lehrerin unter anderem als Schulleiterin. In ihre Amtszeit fiel die Unterzeichnung des Patenschaftsvertrags mit der 4. Kompanie des Panzerbataillons 413 der Ferdinand-von-Schill-Kaserne in Torgelow sowie der Patenschaft mit der niedersächsischen Gemeinde Sande (15. Juni 2007). Am 25. April 2010 wurde Michaelis im ersten Wahlgang für weitere sieben Jahre in ihrem Amt bestätigt. Heidi Michaelis beendete ihre zweite Wahlperiode 2013 vorzeitig auf eigenen Wunsch. |      |
| Peter Westphal              | 12. Juni 1990 bis 23. März 2003        |               | Westphal (* 25. Juli 1939 in Ueckermünde) absolvierte nach dem Schulabschluss eine Ausbildung zum Handelskaufmann und schloss später ein Studium zum Industrieökonom ab. In seine Amtszeit fielen unter anderem der Abschluss einer Städtepartnerschaft mit dem niedersächsischen Pattensen in der Region Hannover (29. September 1990), die Deutsche Wiedervereinigung (3. Oktober 1990) sowie die Einführung der bundeseinheitlichen Postleitzahlen – aus 2120 wurde 17373 (1. Juli 1993). Am 6. Juli 1994 wurde Westphal für weitere neun Jahre in seinem Amt bestätigt. Ende Oktober 1994 zogen die Rathausmitarbeiter von der Belliner Straße 32 in die Ueckerstraße 96 um. Westphal wurde am 11. Juni 2003 mit einem Festempfang nach 13 Jahren Amtszeit feierlich verabschiedet. |      |
| Kurt Frenz                  | 1. Januar 1972 bis 12. Juni 1990       |               | Frenz (* 12. November 1935 in Altwarp; † 1. März 1994), war gelernter Zimmermann, verheiratet und hatte vier Kinder. |      |
| Heinz Klingenberg           | 31. August 1966 bis 31. Dezember 1971  |               | Klingenberg (* in Nossendorf), staatlich geprüfter Landwirt, war vor seiner Amtszeit Vorsitzender einer landwirtschaftlichen Produktionsgenossenschaft (LPG). |      |
| Günter Hohn                 | 1965 bis 1966                          |               | Der Diplomstaatswissenschaftler Hohn (* in Ueckermünde) war von 1958 bis 1961 schon Bürgermeister von Eggesin. |      |
| Bruno Schenk                | 17. September 1961 bis 9. April 1965   |               | (* 12. Februar 1904; † 21. Februar 1983) |      |
| Gerhard Colbow              | 1957 bis 1961                          |               | Colbow (* in Stettin), Polsterer/Tapezierer sowie Absolvent der Verwaltungsschule Greiffenberg und der Verwaltungsakademie Potsdam, war Vater von sechs Kindern. |      |
| Eduard Knappig              | 15. April bis 31. Dezember 1956        | NDPD          | Knappig war vor 1933 Mitglied der SPD, von 1933 bis 1945 der NSDAP und ab 1945 der National-Demokratischen Partei Deutschlands (NDPD). |      |
| Willi Scheunemann           | 13. November 1951 bis 28. Februar 1953 | CDU           | Scheunemann (* in Berlin), gelernter Bäcker, war verheiratet und hatte zwei Kinder. Mitglied und später Kreissekretär der CDU. |      |
| Rudi Carls                  | 1. Januar 1951 bis 31. August 1951     |               | |      |
| Otto Wicha                  | 5. Juli 1949 bis 31. Dezember 1950     | SED           | Wicha (* in Wagstadt in Schlesien, heute Tschechien) war verheiratet und hatte vier Kinder. Von Beruf war er Fotoretuscheur. Wicha war SED-Mitglied und vor seiner Amtszeit als Stadtbediensteter tätig. |      |
| Hugo Krotz                  | 16. November 1948 bis 30. April 1949   |               | |      |
| Josef Wildner               | 20. Januar 1947 bis ?                  | KPD SED       | Wildner (* in Wildenau) hatte fünf Geschwister. Am 24. Oktober 1938 wurde er verhaftet und über das KZ Dachau in das KZ Buchenwald verbracht. Nach Kriegseinsatz im Landesschützenzug 89/III (ab 1944) und russischer Gefangenschaft kam Wildner über das Umsiedlerlager in Eggesin nach Ueckermünde. Als Mitglied der Kommunistischen Partei Deutschlands und später der Sozialistischen Einheitspartei Deutschlands wurde Wildner am 8. Oktober 1948 zum kommissarischen Landrat ernannt. |      |
| Richard Ritzrow             | 4. Juni 1946 bis 19. Januar 1947       |               | |      |
| Louis Nagel                 | 3. Mai 1946 bis 31. Mai 1946           |               | |      |
| Wilhelm Gehr                | 17. April 1946 bis 9. Mai 1946         |               | Vor (ab 1945) und nach (bis 1948) seiner Bürgermeisteramtszeit war Gehr stellvertretender Bürgermeister. |      |
| August Nitz                 | 1. Mai 1945 bis 8. April 1946          | KPD           | Nitz (* in Ueckermünde) lernte nach Besuch der Ueckermünde Volksschule den Beruf des Formers. Mit seiner Frau Anna, geborene Michaelis, hatte er fünf Kinder. Als KPD-Mitglied war Nitz der erste Nachkriegsbürgermeister. |      |
| Max Cronauer                | 1. Juli 1934 bis 1942                  | NSDAP         | Cronauer (* in Freiburg im Breisgau; † 10. Juni 1988 in Hamburg) besuchte bis zur Obersekunda ein gymnasiales Internat und schlug dann eine Buchhändlerlaufbahn ein. In seine Amtszeit fielen die Plünderung und Verwüstung der jüdischen Synagoge (November 1938) sowie der Ausbruch des Zweiten Weltkriegs am 1. September 1939. |      |
| Bruno Münter                | 18. April 1933 bis 31. Januar 1934     |               | |      |
| Walther Pirwitz             | 1(18). April 1921 bis 17. April 1933   | CDU           | Pirwitz (* in Möllen) war Lehrer. Er war Stadtbediensteter, Stadtvertreter und Bürgermeister. |      |
| Dr. jur. Georg Münter       | 4. November 1916 bis 31. Oktober 1920  |               | Georg Münter war Doktor der Rechte. Am 1. Februar 1919 waren bei der Stadt 12 Beamte und 79 Angestellte – darunter 49 weibliche – unter Münters Führung beschäftigt. |      |
| Dr. jur. Oswald Gericke     | 14. April 1916 bis 23. August 1916     |               | Gericke war Doktor der Rechte. |      |
| Paul Max Erich Witt         | 1. April 1904 bis 9. Januar 1913       |               | Witt wurde im heute zu Polen gehörenden Nörenberg (Ińsko) geboren. |      |
| Julius Sause                | 1. Januar 1893 bis 31. März 1903       |               | Der aus Langensalza stammende Sause war ab 1901 zehn Jahre lang Wehrführer der Ueckermünder Feuerwehr. |      |
| Ernst Hinze                 | 20. Februar 1869 bis 20. Februar 1893  |               | Der aus Pölitz in Schleswig-Holstein stammende Hinze wurde am 3. Mai 1892 tätlich angegriffen. Er war bis zu seiner Pensionierung am 20. Februar 1893 im Amt. |      |
| Friedrich Wegner            | 27. Februar 1867 bis 31. Januar 1869   |               | |      |
| Franz Karl Wilhelm Audouard | 1826 bis 29. Juni 1866                 |               | Audouard († 1866 in Ueckermünde) war Leutnant, bevor er wohl schon 1815 in die Dienste der Stadt trat. 1866 starb er an den Folgen der vierten Cholera-Pandemie. |      |
| ? Richter                   | 1816 bis 1826 (27?)                    |               | In Richters Amtszeit fiel 1819 die Erhebung Ueckermündes zur Kreisstadt. |      |
| Magnus Nathanael Günther    | ? bis 1810                             |               | |      |
| Gottlob Friedrich Wilde     | 1798 bis ?                             |               | |      |
| August Bernhard Mannkopf    | 1784 bis ?                             |               | |      |
| Peter Daniel Schüler        | 1764 bis ?                             |               | |      |
| Daniel Ludwig Mahlendorff   | 1753 bis ?                             |               | |      |
| Christian Friedrich Müller  | 1731 bis ?                             |               | |      |
| Johann Barthold Volklandt   | 1722 bis ?                             |               | |      |
| Johann Christian Schüler    | 1711 bis ?                             |               | |      |
| Ewald Saße                  | 1695 bis ?                             |               | |      |
| ? Wattful                   | 1681 bis 1709                          |               | Wattful wird einstimmig zum Bürgermeister gewählt. |      |
| Heinrich Schwabe            | 1681 bis 1681                          |               | |      |
| Christop Malchins           | 1642 bis ?                             |               | |      |
| Jakobus Bietkow             | 1630 bis ?                             |               | |      |
| Boris Krumbach              | 1618 bis ?                             |               | |      |
| Georg Vicke                 | 1590 bis ?                             |               | |      |
| Joachim Bilow               | 1584 bis ?                             |               | Bilow entstammt dem alten vorpommerschen Adelsgeschlecht mit dem gleichnamigen Stammhaus Bilow bei Loitz in Vorpommern. |      |
| Tymme Woserow               | 1480 bis ?                             |               | |      |